# Paul Jurilli
Paul Jurilli est un footballeur et entraîneur français né le 12 juillet 1928 à Suresnes et mort dans la même ville le 4 novembre 2002.
Ancien défenseur du RC Paris, il a par la suite réalisé une carrière d'entraîneur : il a dirigé les joueurs de EDS Montluçon puis de EB Fontainebleau Nemours. Il a fait remonter le RC France en Division 3 en 1973 et été le dernier entraîneur du Troyes AF avant la disparition du club professionnel aubois en 1979.